# Bataille de Sainte-Soline
Fin octobre 2022, une manifestation a lieu à Sainte-Soline. Elle est interdite par la préfète Emmanuelle Dubée et 1 500 gendarmes sont mobilisés. Entre 4 000 et 7 000 personnes, agriculteurs, militants écologistes ainsi que plusieurs élus, sont accueillis sur un terrain prêté par un agriculteur, puis se rendent sur le chantier de la méga-bassine samedi 29 octobre. Certains réussissent à franchir les cordons de gendarmes pour pénétrer à l'intérieur. Le chantier est bloqué pendant plusieurs jours et une canalisation alimentant la bassine est sectionnée le lendemain par plusieurs manifestants.
Les affrontements entre manifestants et forces de l'ordre font plusieurs dizaines de blessés, le ministre de l'Intérieur Gérald Darmanin réagit en dénonçant « l'éco-terrorisme » des manifestants tandis que les opposants critiquent une volonté de museler la contestation et reprochent l'usage de grenades lacrymogènes et tirs de LBD par les forces de l'ordre. Cinq personnes sont arrêtées, jugées le 28 novembre et condamnées par le tribunal de Niort à de la prison avec sursis pour « participation à un groupement formé en vue de la préparation de violences ».

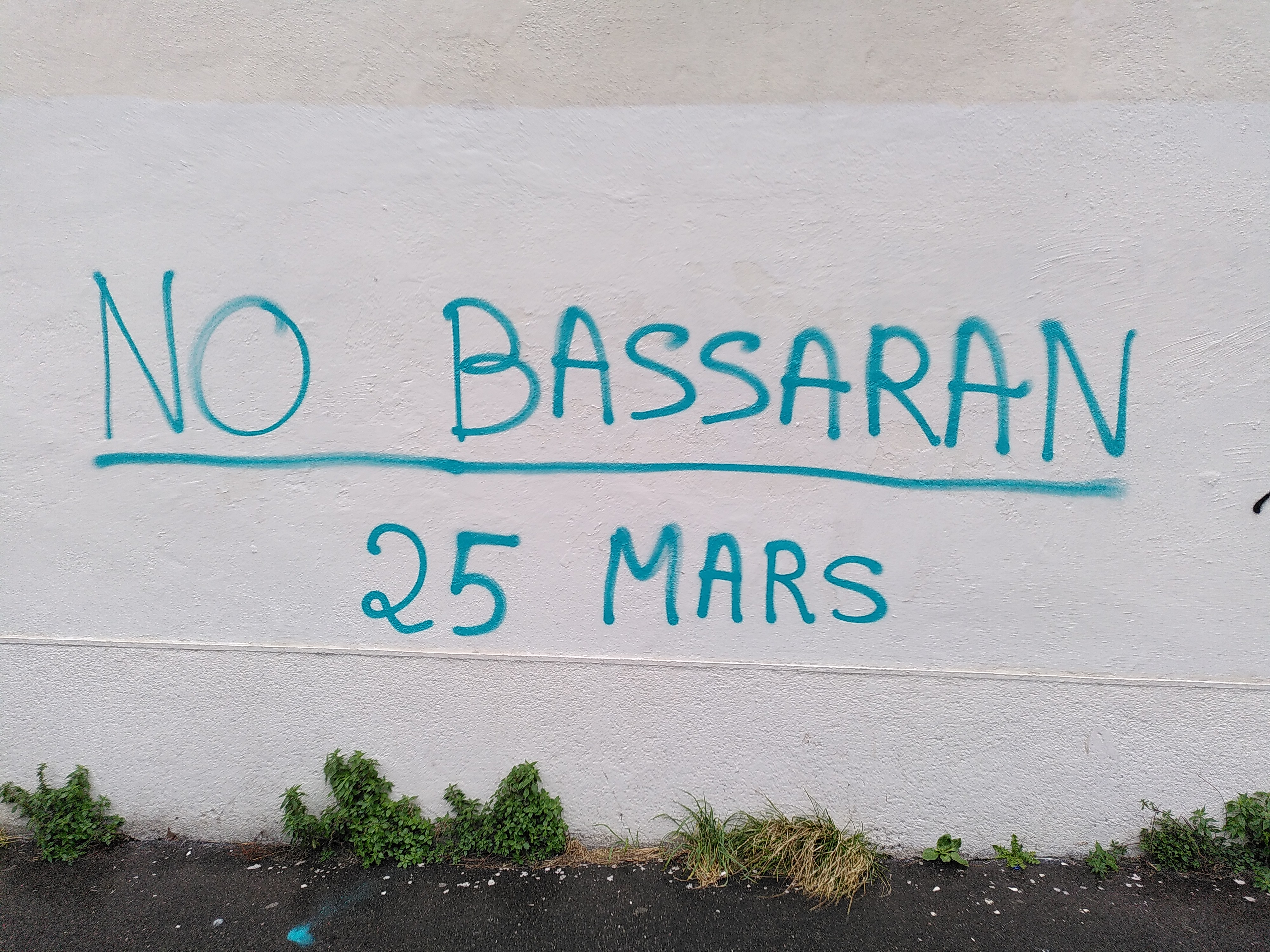
Graffiti « No bassaran » (inspiré de la célèbre proclamation No pasarán) en soutien à la lutte contre les méga-bassines et en référence à la manifestation du 25 mars 2023 à Sainte-Soline, sur un mur du centre-ville de Nantes.

En réponse à des appels à manifestations du 24 au 26 mars 2023 relayés par les opposants aux réserves de substitution, et « compte tenu des violences et destructions constatées lors des dernières actions des mêmes collectifs et afin d’éviter tout risque de trouble à l’ordre public », le préfet de la Charente-Maritime a pris plusieurs mesures d'interdiction de manifestation et d’attroupement, adossées à des périmètres d'interdiction. Parallèlement, d'importants moyens sont déployés (camions militaires, quads et hélicoptères, ainsi que 3 200 gendarmes et policiers pour faire face aux manifestants). Par ailleurs, le procureur de la République dépendant du parquet, Julien Wattebled, décide le 17 mars 2023 d'interdire à Julien Le Guet, porte-parole du collectif Bassines non merci (BNM), de se rendre à Mauzé-sur-le-Mignon et Sainte-Soline, où ont lieu les manifestations, en attendant son jugement le 8 septembre 2023. Des élus écologistes ont également été illégalement mis sur écoute par la police en amont de la manifestation selon Le Canard enchaîné.
Plus de 25 000 personnes selon les organisateurs, 6 000 selon la police, marchent vers le site de la méga-bassine en construction de Sainte-Soline malgré les interdictions, accueillis, nourris et pris en charge par une importante organisation avant et au cours de la manifestation.

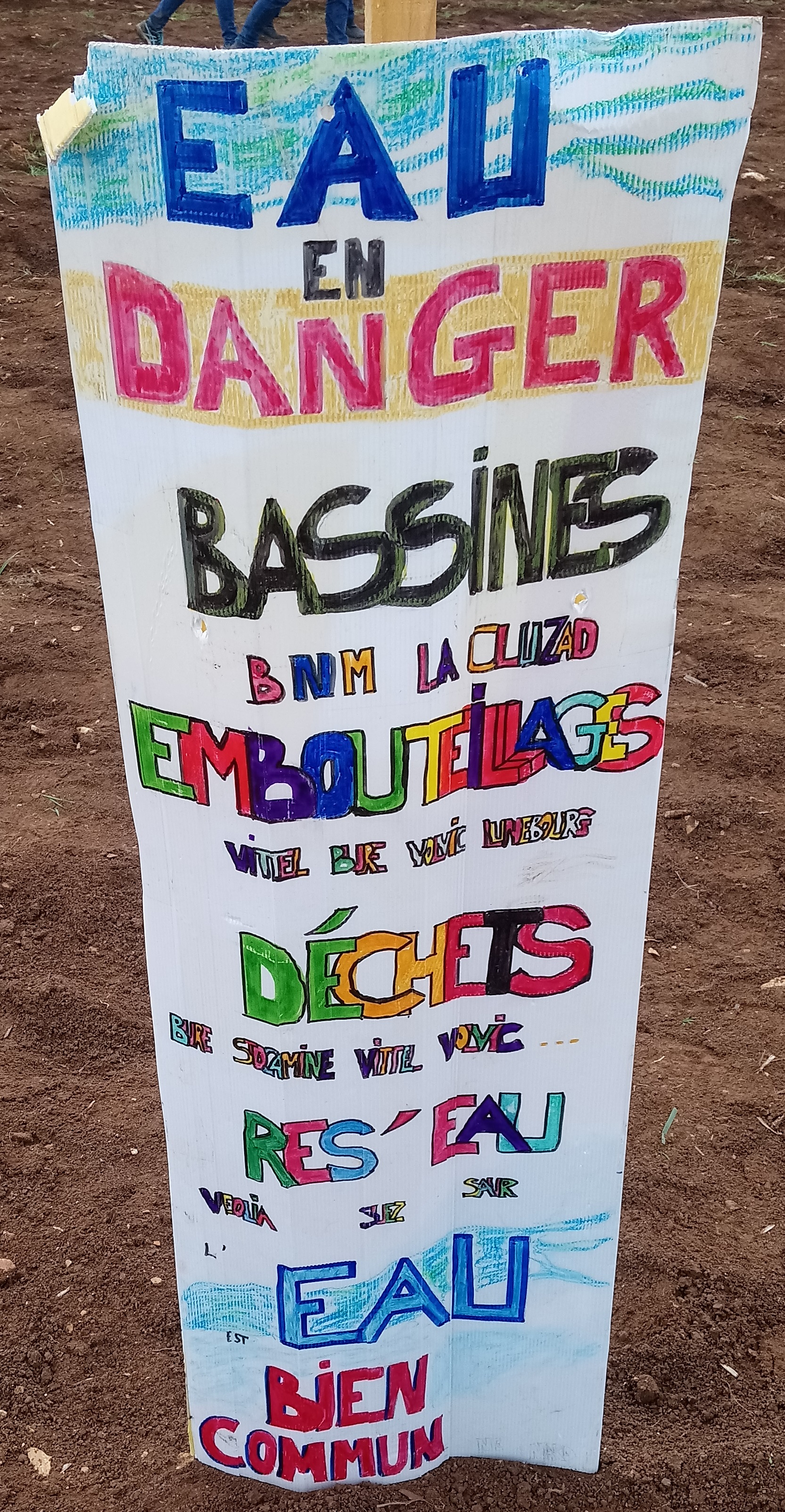
Pancarte anti-bassines dans un champ à Sainte-Soline, le 25 mars 2023.

Durant ces manifestations, d'importants affrontements avec les forces de l'ordre débutent en début d'après-midi, engendrant, le 26 mars, 28 gendarmes et 7 manifestants blessés selon les autorités, et 200 manifestants blessés, dont 40 grièvement selon les associations. Trois manifestants voient leur pronostic vital engagé. Les forces de l'ordre et les manifestants dénoncent tous deux une violence excessive de l'autre camp, et se renvoient la responsabilité sur ces excès :
- le ministre de l'intérieur Gérald Darmanin affirme le 21 mars que la participation à une manifestation non déclarée est interdite, avant de renchérir le 28 mars en se demandant la gauche peut confondre les deux. Le Conseil d'État déplore son affirmation erronée, la participation n'est en fait pas interdite, tandis que l'organisation d'une telle manifestation peut valoir 6 mois d'emprisonnement et une amende de 7 500 euros[19] ;
- des saisies sont réalisées en amont de la manifestation par la gendarmerie, comprenant boules de pétanque, des frondes, des lance-pierres, des produits incendiaires, des couteaux et des haches[20]. Mais il est également reproché aux forces de l'ordre d'avoir fait usage d'armes classés en arme de guerre par le code de la sécurité intérieure (grenades lacrymogène et LBD)[21],[22] ;
- Gérald Darmanin affirme le 27 mars qu'aucune arme de guerre n'a été utilisée par les forces de l'ordre[19]. Pourtant, selon un reportage de Complément d'enquête, et contrairement à la version officielle des faits communiquée par la gendarmerie nationale, les premiers tirs de gaz lacrymogène ont été effectués dès 12 h 17 sur des manifestants ne démontrant aucune violence selon le journaliste[23], alors que le rapport de la gendarmerie nationale évoque des premiers affrontements à 13 h 05[24]. Par ailleurs, le rapport de la gendarmerie nationale sur les événements de Sainte-Soline déclare 81 tirs de LBD, 89 grenades de désencerclement GENL et 40 dispositifs déflagrants ASSR, toutes trois classées comme armes de guerre. Interrogé à ce sujet, le cabinet de Darmanin affirme ensuite que cette classification est administrative et non de terrain[19] ;
- Les gendarmes du peloton motorisé d'interception et d'interpellation, utilisés pour la première fois, se trompent ultérieurement de cible en visant des manifestants jugés « pacifiques » par leur hiérarchie[25] ;
- les mêmes gendarmes sont aussi accusés d'avoir utilisé des LBD depuis des quads en mouvement[26]. Gérald Darmanin dément le 27 mars tout tir de LBD à partir de quads, avant de revenir sur son affirmation une heure après sur le plateau de l'émission C à vous en indiquant que les ordres n'ont pas été suivis[19]. L'IGGN confirme les tirs mais conclut le mardi 12 avril 2023 que les tirs de LBD en quads par les deux gendarmes sont conformes à la légitime défense[27]. La Ligue des droits de l'homme estime que « Les conclusions de l'IGGN risquent de contribuer au discrédit qui pèse sur les corps d'inspection »,« que ce soit l'IGGN ou l'IGPN »[28] ;
- les services de renseignement ont de leur côté comptabilisé plus de 200 personnes fichées S présentes lors des affrontements[29]. Des manifestants sont identifiés par des banderoles « black bloc écolo »[25].
- Les forces de l'ordre sont également critiquées pour avoir interdit l'approche d'hélicoptères de secourisme et de services mobiles d'urgence et de réanimation pour évacuer des blessés[30] (ce qui est considéré par des observateurs de la Ligue des droits de l'homme comme des « cas d'entraves aux secours »)[15], l’appréciation de la situation sur le terrain et de la prise de risque par les secours ayant été interprété différemment par les observateurs et les autorités[30],[31]. Les familles de deux manifestants blessés portent plainte contre X, et la défenseure des droits se saisit de l'affaire[32]. Gérald Darmanin affirme d'abord que « les secours sont arrivés dès qu’ils ont pu » et que « ils n’ont jamais été empêchés d’intervenir sur ce site » sauf lorsqu'ils ont été « pris à partie violemment », tandis qu'un opérateur du SAMU indique dans un enregistrement « on a eu un médecin sur place et on lui a expliqué la situation, c’est qu’on n’enverra pas d’hélico ou de SMUR [service mobile d’urgence et de réanimation] sur place, parce qu’on a ordre de ne pas en envoyer par les forces de l’ordre ». La gendarmerie a en fait délimité le périmètre de la zone d’exclusion liée aux risques d'intervention, dans laquelle elle était seule à pouvoir intervenir[19].

Le 4 avril 2023, la chambre d'agriculture de Haute-Garonne est vandalisée par des opposants aux méga-bassines et en soutien aux manifestants de Sainte-Soline blessés, ainsi que le 23 avril celle de Moselle,.
À la suite de ces manifestations, le gouvernement annonce le 28 mars 2023 sa volonté de dissoudre le collectif Les Soulèvements de la Terre. En juin, le président de la République Emmanuel Macron exige au conseil des ministres que la dissolution du collectif soit lancée. Le 21 juin, ce dernier signe le décret portant dissolution du collectif en s'appuyant notamment sur l'article L. 212-1 du code de la sécurité intérieure visant les associations ou groupements de fait « qui provoquent à des manifestations armées ou à des agissements violents à l'encontre des personnes ou des biens »,. Les Soulèvements de la Terre tentent ensuite de faire casser cette décision devant le Conseil d'État. La haute juridiction suspend alors la dissolution le 11 août 2023 car demeure « un doute sérieux quant à la qualification de provocation à des agissements violents à l’encontre des personnes et des biens retenue par le décret de dissolution ». Le recours est examiné au fond. Si en octobre le rapporteur public du Conseil d’Etat se prononce pour la dissolution, la haute juridiction rend malgré tout le 9 novembre 2023 sa décision qui annule la dissolution.

## Procès consécutif à la manifestation de 2023
En septembre 2023 démarre le procès de neufs militants anti-bassines de Sainte-Soline. Le parquet requiert des peines allant de six à douze mois de prison avec sursis à l'encontre de certains prévenus.
La justice reproche aux membres du mouvement Bassines non merci, du collectif Les Soulèvements de la Terre, de la Confédération paysanne, de la CGT et de Solidaires 79, d'avoir organisé la manifestation du 25 mars 2023 qui avait été interdite par la préfecture et avait engendré de violents affrontements, ou bien d'avoir organisé un autre rassemblement interdit sur le même site le 29 octobre 2022 contre la création de 16 réserves d'eau dans la région menée par la Coop de l'eau, ou encore d'avoir volé une valve de canalisation pour l'arrosage des céréales à Épannes le 23 mars 2022.
Lors de son réquisitoire, le procureur de la République de Niort explique que « ce procès n’est pas celui des anti-bassines [...] ni celui des réserves de substitution [...] On se limite aux infractions commises ». L'un des avocats des prévenus fait valoir de son côté « l’état de nécessité » : « Le réchauffement climatique est un péril imminent. Ce péril a une conséquence directe sur l’eau [...] Quelles sont les solutions ? Celles proposées par la Coop de l’eau ? [...] Il y a un besoin des gens pour freiner cette voiture qui fonce vers l'enfer climatique ».
Le tribunal correctionnel de Niort rend sa décision le 17 janvier 2024. Trois opposants sont condamnés à des peines comprises entre 6 et 12 mois d’emprisonnement avec sursis.